# Karl J. Laurell
Karl Johan Laurell, född 5 juni 1883 i Uppsala församling, död 24 april 1957 i Engelbrekts församling, Stockholm, var en svensk elektroingenjör. Han var bror till Hugo Laurell.
Laurell, som var son till folkskoleinspektören, filosofie doktor Fredrik Laurell och Sofia Rudelius, avlade mogenhetsexamen i Uppsala 1902, utexaminerades från Kungliga Tekniska högskolan 1905 och var assistent där 1905–1907. Han efter att ha vistats i USA 1907–1908 anställdes han sistnämnda år vid Stockholms elektricitetsverk, där han blev byråingenjör 1910, förste ingenjör 1920, överingenjör 1931 och pensionerades som chefsingenjör 1948. Han var speciallärare i elektroteknik vid Kungliga Tekniska högskolan 1909–1931 och sakkunnig vid professorstillsättningar 1922 och 1927. 
Laurell utförde bland att planläggningen av kraftledningen Untra–Värtan och tog verksam del i utförandet av den stora Krångedelinjen. Dessa anläggningar var de första i Sverige, där de höga spänningarna 100 resp. 200 kilovolt kom till användning. Utöver nedanstående skrifter publicerade han bland annat Elektriska ljuset och Elektriska ledningar och distributionssystem (i Uppfinningarnas bok, 1927) samt artiklar om elektrisk gatubelysning och högspänningsisolatorer.
Laurell är begravd på Norra begravningsplatsen utanför Stockholm.